# Markgrof
Markgrof odnosno markgrofica bio je srednjovjekovni nasljedni plemić s vojnim dužnostima u graničnoj pokrajini kraljevine. Granične pokrajine obično su bile izloženije vojnim upadima izvana u usporedbi s unutarnjim pokrajinama, stoga je markgrof obično imao veće i aktivnije vojne snage od ostalih seniora. Markgrof je također mogao imati veći teritorij pod svojom kontrolom kao rezultat ekspanzije teritorija uz granicu. U srednjovjekovnim vremenima markgrofovi su obično imali veću autonomiju prema kralju u usporedbi s ostalim tipovima nasljednih seniora. Prema kasnom srednjem vijeku i ranim modernim vremenima, kako su granice postajale sve mirnije, razlika između markgrofova i ostalih nasljednih seniora postupno je nestajala.